# راندو (هنرهای تصویری)

An example of a rendered animation

راندو  (به فرانسوی: Rendu) (به انگلیسی: Artistic rendering) به اجرای هنری یک طرح گفته میشود.

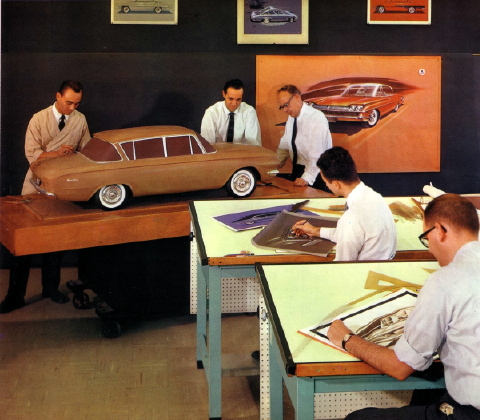
تصویر بالا طراحانی را در سال 1961 نشان میدهد که در حال اجرای راندوهایی از ماکت ساخته شده بر اساس ابعاد واقعی از یکی از اتومبیل های شرکت AMC هستند.